# Medicamento fracionado
Medicamento fracionado é aquele fabricado pela indústria, que pode ser dividido em doses unitárias, facilitando a administração do medicamento na quantidade estabelecida na prescrição médica.
Somente embalagens primárias, ou seja, aquelas em contato com o medicamento, que serão especialmente produzidas pela indústria farmacêutica com este fim e regulamentadas pela Agência Nacional de Vigilância Sanitária para este fim. O acondicionamento de fracionados na farmácia é realizado através de uma embalagem externa, chamada de embalagem especial para fracionados, com os dizeres embalagem fracionável.
O único profissional habilitado para realizar o fracionamento no Brasil é o farmacêutico, de acordo com as Boas Práticas para Fracionamento, estabelecidas pelas RDC n°135/2005, com as alterações da RDC n°260/2005. A dispensação deste tipo de medicamento só pode ser realizada em farmácias em um local exclusivo, numa bancada de limpeza fácil e sem contato com sanitários ou lavatórios. O paciente ou cliente deve observar todo o procedimento de fracionamento, do lado de fora do ambiente. A fração do medicamento deve ser acondicionada em embalagem secundária, protegida, e possuir uma bula em seu interior.

## Vantagens
O fracionamento dos medicamentos permite seu uso racional. Impossibilita a formação da chamada farmácia caseira, onde o medicamento que sobra do tratamento é utilizado em outro tempo, sem a prescrição médica adequada. Além disto, o custo total do tratamento é reduzido, por ser consumido somente a quantidade necessária de medicamentos.

## Exigências das embalagens fracionadas
- Nome comercial do medicamento, quando não se tratar de medicamento genérico, isento de registro, homeopático isento de registro e imunoterápico
- Denominação Comum Brasileira (DCB) ou, na sua falta, Denominação Comum Internacional (DCI), em letras minúsculas, ou nomenclatura botânica (gênero e espécie), no caso de fitoterápicos
- Concentração da substância ativa por unidade posológica, com exceção de medicamentos com mais de quatro fármacos
- Nome do titular do registro ou logomarca, desde que esta contenha o nome da empresa
- Número do registro, número do lote e data de validade (mês/ano)
- Via de administração, quando restritiva
- Os dizeres Medicamento genérico Lei nº 9.787, de 1999 ou o logotipo caracterizado pela letra G estilizada e as palavras Medicamento e Genérico, conforme legislação específica, quando se tratar de medicamento genérico
- A expressão Exija a bula
- Nome comercial do medicamento